# جام جهانی لژسواری
جام جهانی لوژ رقابتی سالانه است که نخستین‌بار از سوی فدراسیون بین‌المللی لژسواری در فصل ۱۹۷۷–۱۹۷۸ برگزار شد.
جام جهانی، بالاترین سطح رقابت‌های فصل‌محور در این رشته ورزشی به‌شمار می‌رود.